# Памятник Франце Прешерну (Подгорица)
Памятник Франце Прешерну — памятник в городе Подгорица, Черногория, посвященный словенскому поэту Франце Прешерну.
Прешерн стоял у истоков националистического и романтического движения в Словении, а одна из строф его стихотворения «Здравлица» стала государственным гимном Словении.

## Местоположение

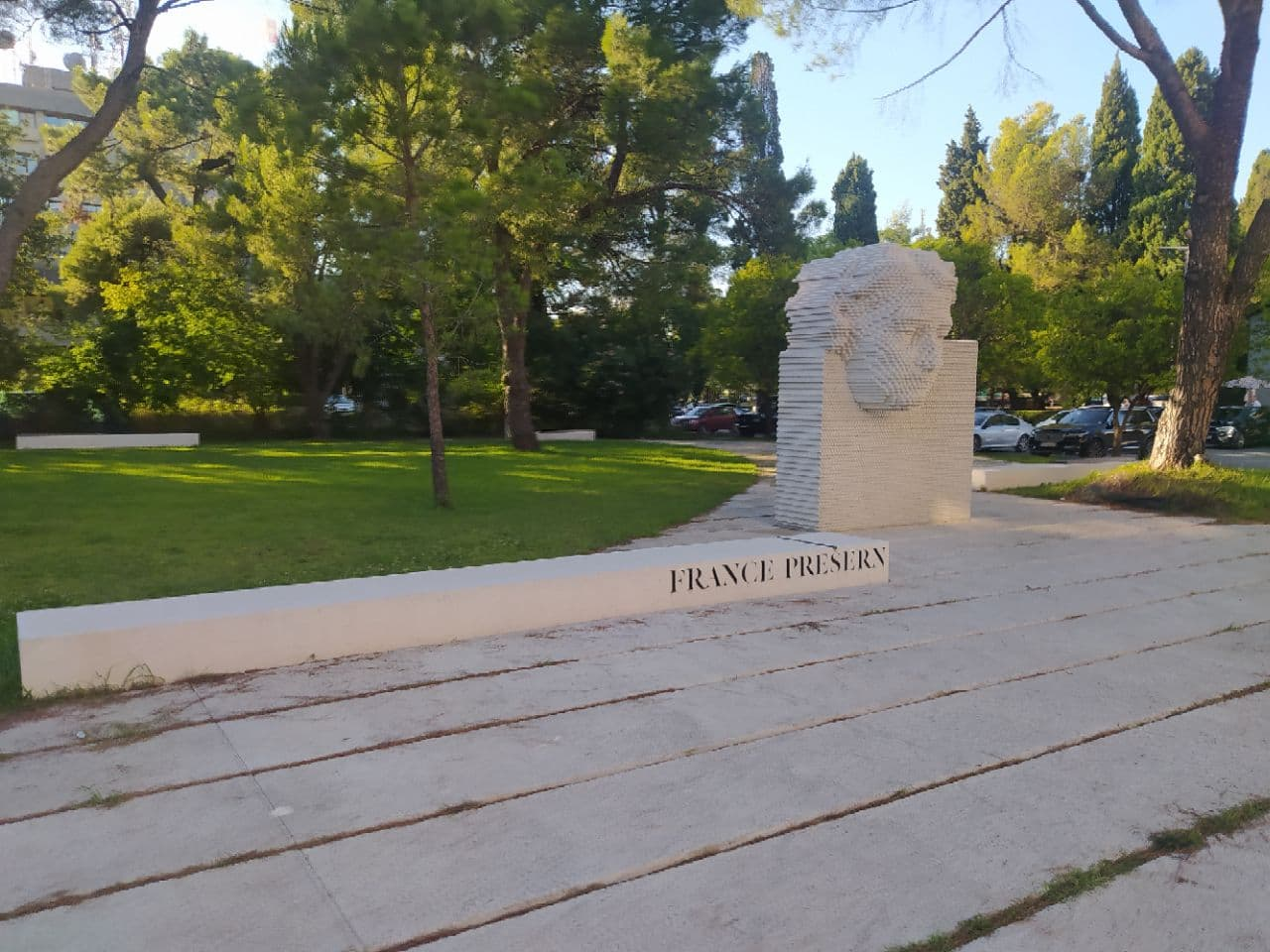
Памятник Прешерну

Памятник Франце Прешерну расположен на Московской улице в одноимённом сквере рядом с Клиническим центром Черногории.

## Описание
Автор памятника — архитектор из Любляны Рок Жнидаршич. Средства на создание скульптурного объекта и оборудование вокруг него сквера выделил почетный консул Черногории в Словении Воислав Ковач.
Необычный памятник из натурального и искусственного камня выполнен в виде гигантской головы словенского поэта, находящейся на постаменте.
Вся композиция составляет в высоту 3,5 метра. На памятнике высечен текст на черногорском языке из стихотворения Франце Прешерна.

## История
Памятник был открыт в 2018 году в качестве укрепления политических, экономических и культурных связей Черногории и Словении, символа дружбы городов-побратимов Подгорицы и Любляны. В открытии памятного места участвовали градоначальники Подгорицы и Любляны, а также министры культуры Черногории и Словении Александр Богданович и Антон Першак. Кроме того, мероприятие посетили президент Черногории Мило Джуканович и специальный гость — Александр Чеферин, президент УЕФА.
В то же время в Любляне был установлен памятник Петру II Петровичу Негошу.